# Lac Dongting
 (septembre 2015).
Si vous disposez d'ouvrages ou d'articles de référence ou si vous connaissez des sites web de qualité traitant du thème abordé ici, merci de compléter l'article en donnant les références utiles à sa vérifiabilité et en les liant à la section « Notes et références ».
Le lac Dongting  (chinois : 洞庭湖 ; pinyin : dòngtíng hú),  lac Dongting-hu  ou lac Dong est le premier grand lac de Chine, dans la province du Hunan.

## Géographie

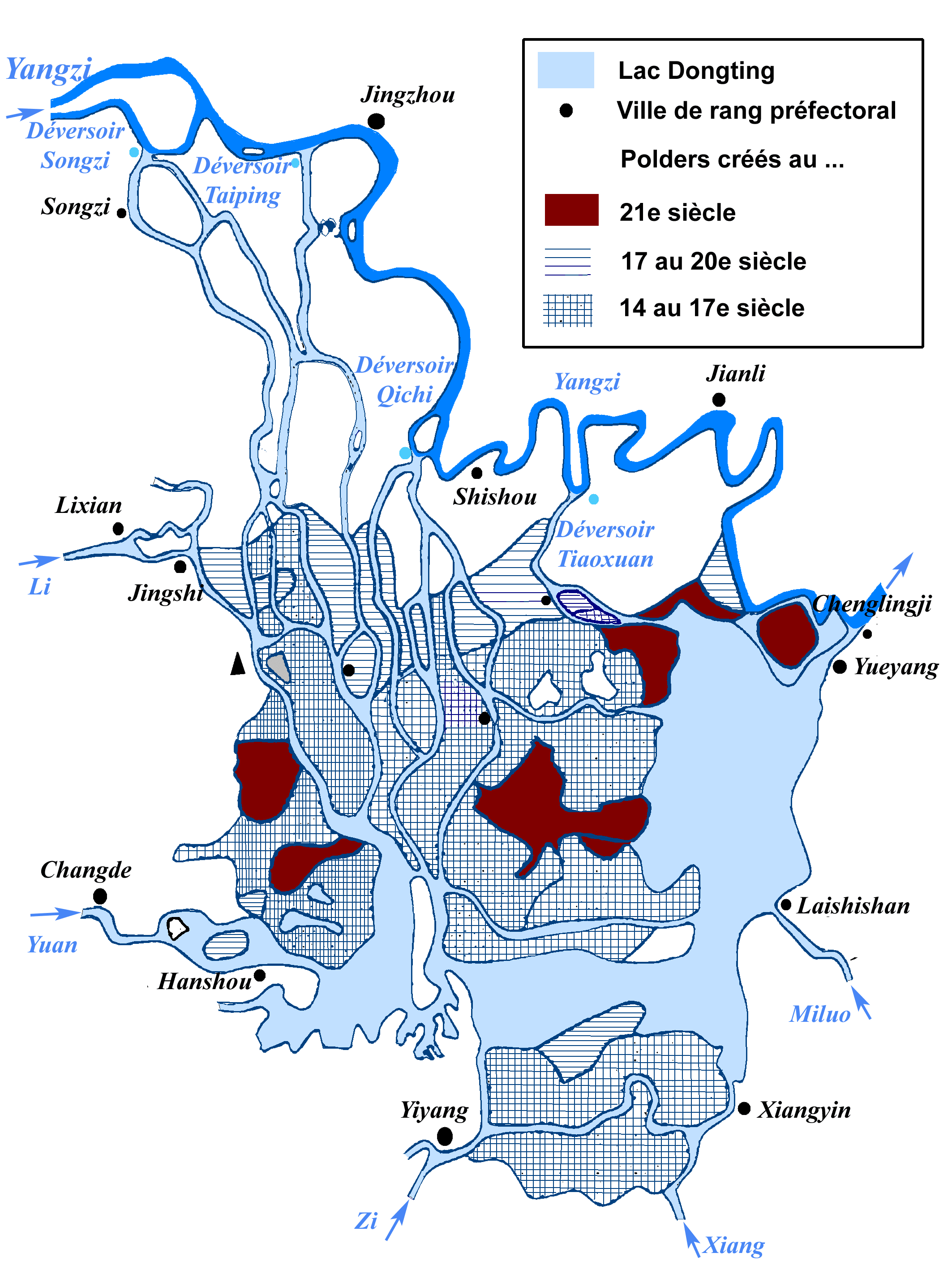
Plan du lac Dongding

La superficie du lac dépend fortement des saisons (De 4000 à 20 000 km2 lors de crues). Les provinces du Hubei et du Hunan tirent leurs noms du lac. En effet, Hubei signifie « Nord du lac » et Hunan signifie « Sud du lac ». Elles étaient autrefois réunies dans la province du Huguang, signifiant « Vaste lac ». Le lac récolte les eaux du Yangtsé. Il est également alimenté par la rivière Yuan (沅), la rivière Xiang (湘), la rivière Zi (资), la rivière Yang et la rivière Li (澧). Il est par sa superficie le second lac d'eau douce et le troisième lac toutes catégories confondues de Chine, après le lac Qinghai et le lac Poyang.
La tour de Yueyang, bâtie à des fins militaires à l'endroit où le Yangtsé se jette dans le lac est aujourd'hui un haut lieu touristique.
Le lac comporte 2 740 km2 d'eau et 4 080 km2 de zone humide. il est séparé en trois lacs, du fait de l'utilisation des terres de la région dans l'agricutlure ; le lac Dongding ouest et lac Dongding Est, lacs d'eau, et le lac Dongding Sud, qui est une zone humide.
Le lac Dongding sud constitue une vaste zone humide. Il comporte une protection nationale et un classement AAAA des panoramas d'attraction touristiques sur le mode de l'écotourisme.

## Villes principales au bord du lac
- Yiyang, Yueyang, Changde

## Aménagements
Trois ponts traversent le lac : le pont routier du Lac Donting, achevé en 1999, un pont suspendu autoroutier ouvert à la circulation le 1er février 2018 et un pont ferroviaire à haubans officiellement ouvert au trafic le 28 septembre 2019.